# Б'єно
Б'єно (італ. Bieno) — муніципалітет в Італії, у регіоні Трентіно-Альто-Адідже,  провінція Тренто.
Б'єно розташовані на відстані близько 480 км на північ від Рима, 34 км на схід від Тренто.
Населення — 419 осіб (2014).
Щорічний фестиваль відбувається 3 лютого. Покровитель — святий Власій.

## Демографія
Населення за роками:

Станом на 1 січня 2023 року в муніципалітеті офіційно проживало 45 іноземців з 13 країн, серед них 15 громадян країн Євросоюзу та 7 громадян України.

## Сусідні муніципалітети
- П'єве-Тезіно
- Скурелле
- Кастель-Івано